# Rybářské etnografické muzeum (Nida)
Rybářské etnografické muzeum, litevsky Nidos žvejo etnografinė sodyba nebo česky také Etnografická usedlost rybářů z Nidy, je muzeum zaměřené na historii a rybolov na Kuršské kose. Nachází se v Nidě, ve městě/okrese Neringa na Kuršské kose, u Kuršského zálivu Baltského moře, v Klaipėdském kraji v Litvě.

## Historie budov
Rybářské etnografické muzeum je v bývalé vesnici Hakenas, která je dnes součástí staré Nidy. Historické budovy typické rybářské usedlosti byly postaveny v roce 1927, jde o dva vzájemně propojené domy. Žil zde rybář Martynas Purvinas (1857-1943) se svou početnou rodinou. Později zde žil jeho syn Johann Peleikise (1905–1994), který se svou rodinou, během druhé světové války, v roce 1944 uprchl na sever Německa, podobně jako většina obyvatel Kuršské kosy. V roce 1970 byla usedlost poškozena ledovými krami, které tlačily do budovy, až ji posunuly. V roce 1973 byly budovy zrenovovány a došlo ke zřízení muzeum.

## Muzeum
Muzeum seznamuje návštěvníky s typickým interiérem a každodenním životem rybářských domů a rybolovem na Kurské kose na konci 19. a počátku 20. století. V roce 2017 byla provedena inovativní renovace expozic muzea tak, aby návštěvník „prožil“ život v domě a rybářskou živnost. Součástí muzea jsou také exteriérové expozice. Vstup do muzea je zpoplatněn.

## Galerie

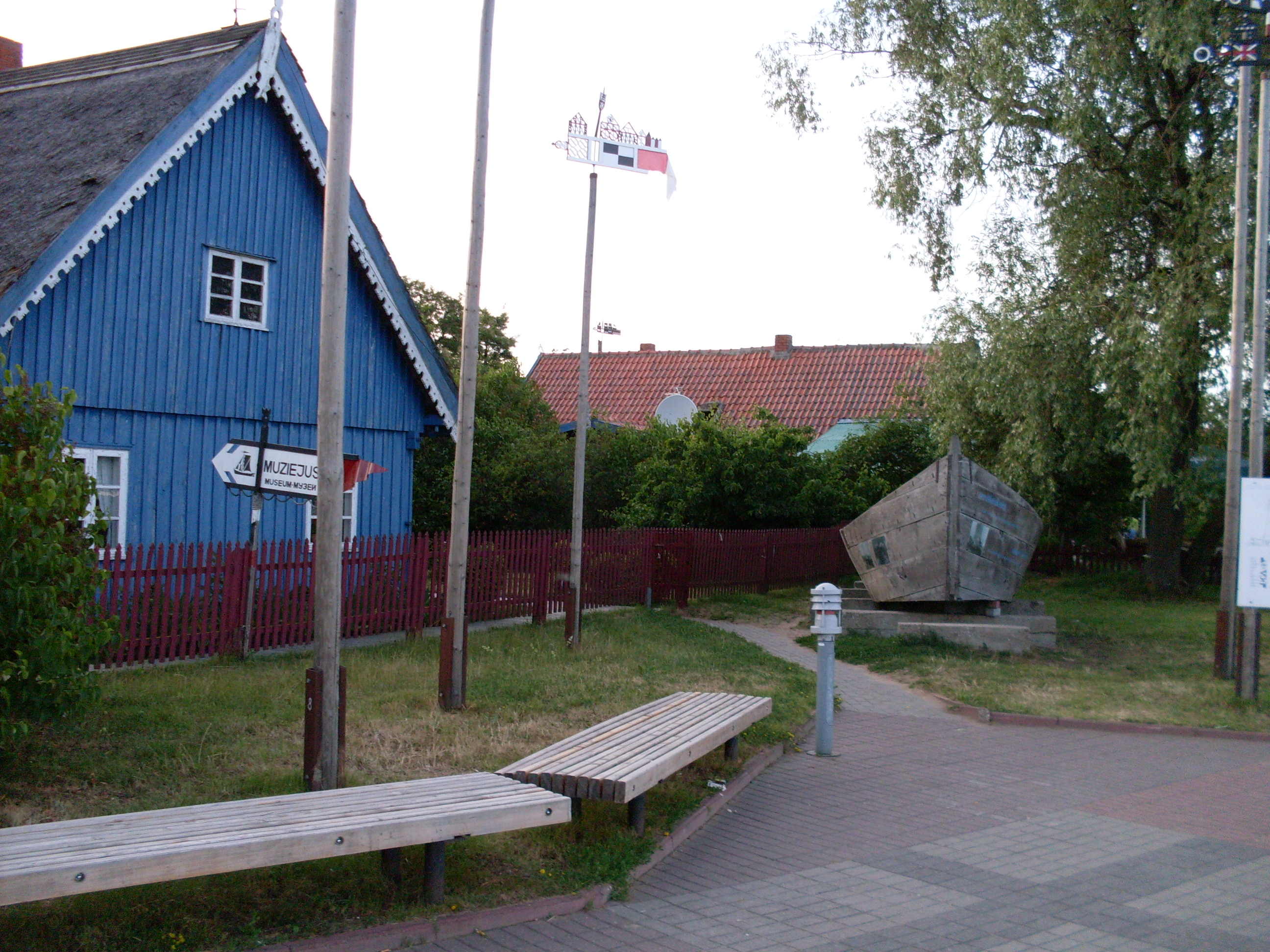
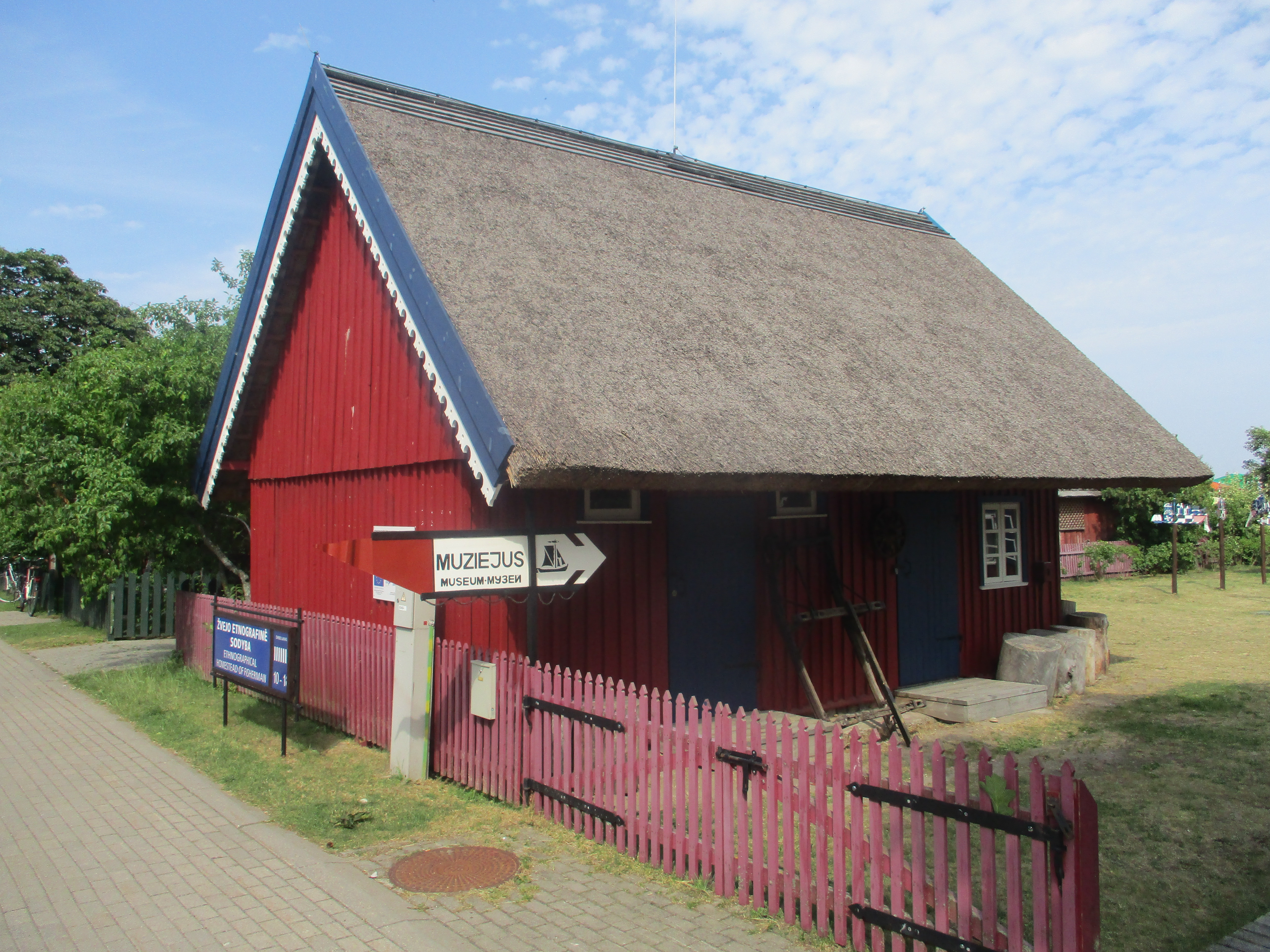
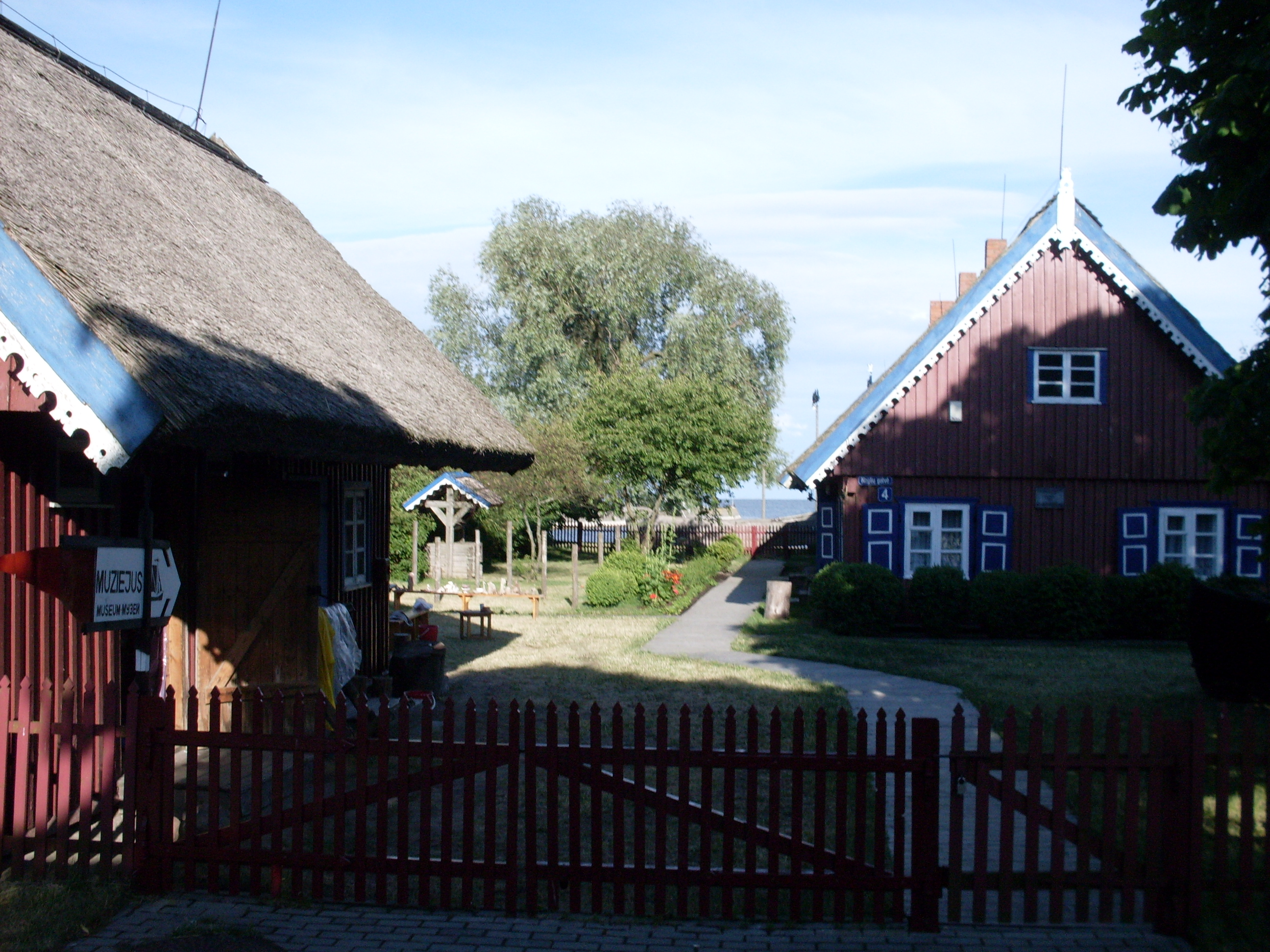